# 托雷西利亞山
36°58′N 4°05′W / 36.967°N 4.083°W

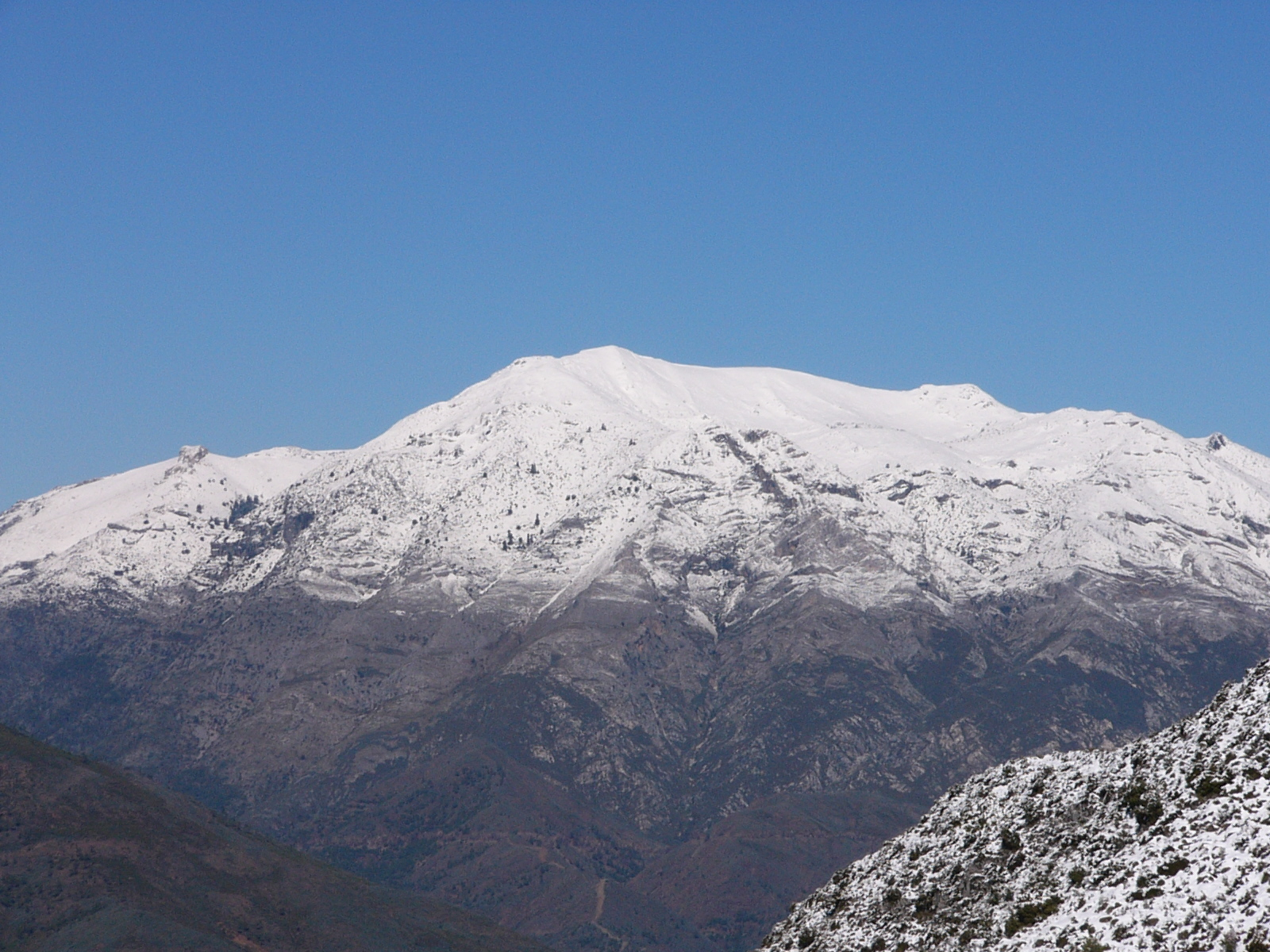

托雷西利亞山（西班牙語：Torrecilla），是西班牙的山峰，位於該國南部馬拉加省，處於龍達東南面，屬於佩尼貝蒂科山脈中涅韋斯山脈的一部分，海拔高度1,919米。